# Готский язык
Го́тский язы́к (гот. 𐌲𐌿𐍄𐌰𐍂𐌰𐌶𐌳𐌰 (gutarazda), 𐌲𐌿𐍄𐍂𐌰𐌶𐌳𐌰 (gutrazda), 𐌲𐌿𐍄𐌹𐍃𐌺𐌰 𐍂𐌰𐌶𐌳𐌰 (gutiska razda)) — мёртвый язык готов, относившийся к восточной группе германских языков индоевропейской семьи.
Немногочисленные готские рунические надписи относятся к III—V вв. н. э., однако в связи с христианизацией готов руны не вошли в широкий оборот и были вытеснены готским письмом вестготского епископа Вульфилы, созданным на основе греческого алфавита. Язык известен в основном по письменным памятникам IV—VI веков, важнейшим из которых является готская Библия, перевод которой приписывается тому же Вульфиле. Отдельные цитаты из готской Псалтири обнаружены в Болонском фрагменте. 
Начиная с VI века готский язык начал постепенно выходить из употребления, вытесняемый романскими языками в Италии и Испании, а также греческим в Крыму. Окончательно он исчез, вероятно, к началу IX века; в Крыму сохранялся дольше.
Готский — флективный, по большей части синтетический язык. Это единственный восточногерманский язык, который сегодня можно воссоздать по имеющимся источникам, поскольку другие — в частности, вандальский язык и бургундский язык — известны только в именах собственных и топонимах, отмеченных в исторических хрониках. Имеющиеся в распоряжении исследователей памятники готской письменности не позволяют проследить историческое развитие этого языка. Вместе с тем, сведения о нём широко используются при сравнительно-историческом изучении как германских, так и индоевропейских языков в целом, поскольку он сохранил многие архаичные особенности общегерманского морфологического строя.

## Памятники и история изучения

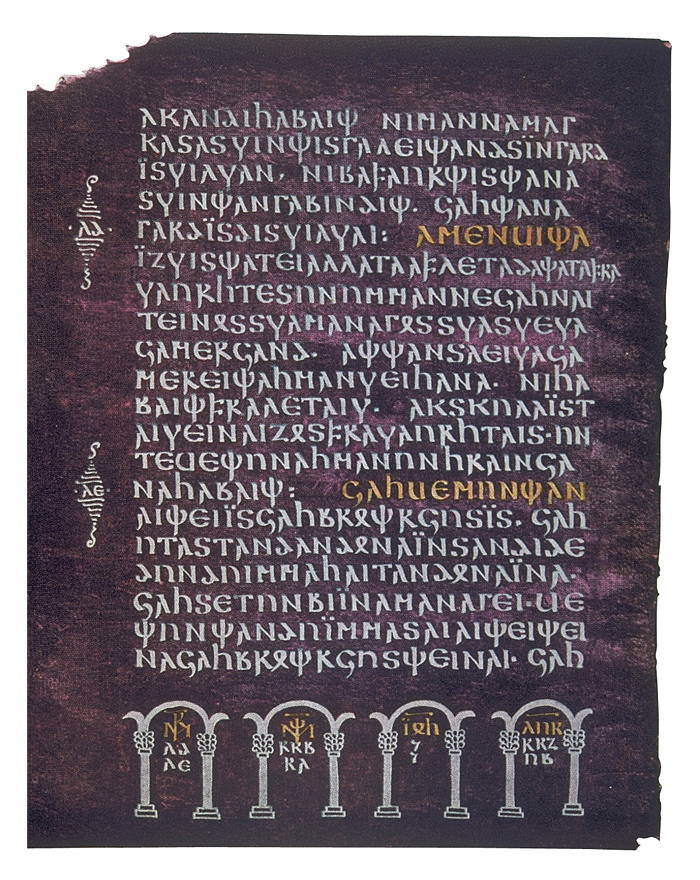
Страница Серебряного кодекса Ульфилы — Библия в готском переводе

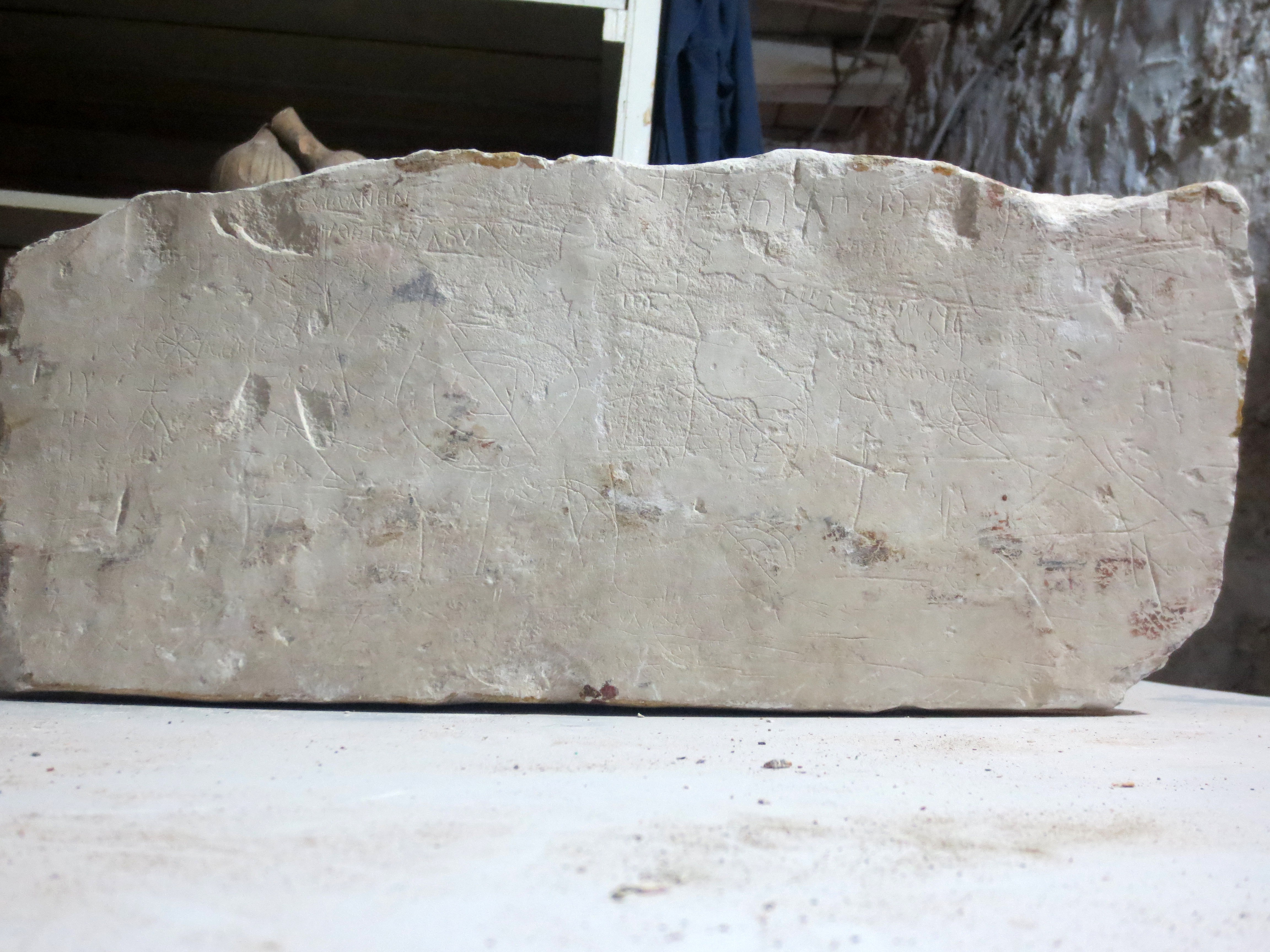
Надпись на карнизе X—XI века, содержащая знаки готского письма

Впервые упоминание народа готов отмечено у римского историка Плиния Старшего в виде Gutones; поздние в других античных источниках они упоминаются как Gotones, Gotae, Gothi. В начале нашей эры они жили на южном побережье Балтийского моря — в низовьях Вислы, куда пришли из Скандинавии. Начиная с середины второго века они двигались к югу, и к середине третьего века в Причерноморье жило два основных готских племени — вестготы и остготы.  
В IV готы заняли также Крым. Эпиграфические находки свидетельствуют о том, что в IX—X веках готский язык употреблялся в Крыму и как письменный, и как разговорный, в литургиях и в обиходе. Как свидетельствовал минорит Вильгельм де Рубрук, следовавший в 1253 году из Константинополя к татарам, он видел на южном побережье Крыма замки, в которых «было много готов, язык которых — германский (teutonicum)». Упоминания о крымских готах встречаются в славянских легендах IX в. Фламандец-путешественник Ожье Бусбек записал в XVI в. 68 крымско-готских слов.  
Основным источником сведений о готском языке являются отрывки Библии, переведённые на него в IV веке вестготским епископом Вульфилой, с использованием созданного им же готского алфавита (в связи с распространением среди готов христианства и, как следствие, этой письменности готский язык перестал записываться рунами). Сохранилось также несколько более поздних остготских библейских рукописей. Особое место среди памятников готского языка занимают рунические надписи на кольце из Пьетроассы (380 г. н. э.) и на наконечнике копья из Ковеля (230 г. н. э.). Готские библейские письмена отличались большой степенью единообразия по части правописания, фонетики и морфологии языка.   
Основой для реконструкции фонетики готского языка служат знаки готской письменности, так как они находят соответствие с греческими; написание греческих и древнееврейских имён в библейских памятниках на готском языке; сопоставление данных готского языка с данными других германских языков; написание готских слов в письменах греков и римлян.

## Диалектные различия
В силу недостаточного количества сохранившихся памятников для исследования, а также того, что в дошедших до нашего времени памятниках язык довольно единообразный, сложно говорить о диалектных различиях внутри готского языка. Нередко к таковым, однако, относят колебания в написании отдельных слов. Так, колебания в написании гласных ē / ei [i:] и ō / ū учёные объясняют тем, что произношение слов с ē и ō было свойственно вестготам, а произношение с ei и ū — остготам: qēns / qeins «жена», ōhtēdun / ūhtēdun «боялись». 

## Письменность
Готский алфавит был создан Вулфилой для осуществления с его использованием перевода Библии. Около 2/3 его знаков основаны на знаках греческого письма; некоторые знаки могут быть основаны также на буквах латиницы и рунах, однако точных сведений нет. В соответствии с греческой письменностью, знаки готской письменности могли также употребляться для записи чисел. Два знака имели только числовое значение — 90 и 900.
Считается, что Вулфила намеренно старался избегать использования рунических знаков по той причине, что они были в значительной степени связаны с языческими верованиями.
| Буква | Буква | Название            | Название                             | Название      | Трансли-терация | МФА       | Числовое значение |
| Буква | Буква | Реконстру-ированное | Реконстру-ированное (готское письмо) | Традици-онное | Трансли-терация | МФА       | Числовое значение |
| ----- | ----- | ------------------- | ------------------------------------ | ------------- | --------------- | --------- | ----------------- |
| 𐌰     | a     | *ahsa               | 𐌰𐌷𐍃𐌰                                 | aza           | a               | [a], [aː] | 1                 |
| 𐌱     | b     | *baírkan            | 𐌱𐌰𐌹𐍂𐌺𐌰𐌽                              | bercna        | b               | [b]       | 2                 |
| 𐌲     | g     | giba                | 𐌲𐌹𐌱𐌰                                 | geuua         | g               | [ɡ]       | 3                 |
| 𐌳     | d     | dags                | 𐌳𐌰𐌲𐍃                                 | daaz          | d               | [d], [ð]  | 4                 |
| 𐌴     | e     | *aíƕs               | 𐌰𐌹𐍈𐍃                                 | eyz           | e               | [e], [eː] | 5                 |
| 𐌵     | q     | *qaírþra (qairthra) | 𐌵𐌰𐌹𐍂𐌸𐍂𐌰                              | quertra       | q               | [kʷ]      | 6                 |
| 𐌶     | z     | ezek                | 𐌴𐌶𐌴𐌺                                 | ezec          | z               | [z]       | 7                 |
| 𐌷     | h     | *hagl(s)            | 𐌷𐌰𐌲𐌻(𐍃)                              | haal          | h               | [h]       | 8                 |
| 𐌸     | þ     | þiuþ (thiuth)       | 𐌸𐌹𐌿𐌸                                 | thyth         | þ, th           | [θ]       | 9                 |
| 𐌹     | i     | *eis                | 𐌴𐌹𐍃                                  | iiz           | i               | [i], [iː] | 10                |
| 𐌹̈     | ï     | *eis                | 𐌴𐌹𐍃                                  | iiz           | i (ï)           | [i], [iː] | 10                |
| 𐌺     | k     | *kusma              | 𐌺𐌿𐍃𐌼𐌰                                | chozma        | k               | [k]       | 20                |
| 𐌻     | l     | *lagus              | 𐌻𐌰𐌲𐌿𐍃                                | laaz          | l               | [l]       | 30                |
| 𐌼     | m     | manna               | 𐌼𐌰𐌽𐌽𐌰                                | manna         | m               | [m]       | 40                |
| 𐌽     | n     | nauþs (nauths)      | 𐌽𐌰𐌿𐌸𐍃                                | noicz         | n               | [n]       | 50                |
| 𐌾     | j     | jēr                 | 𐌾𐌴𐍂                                  | gaar          | j               | [j]       | 60                |
| 𐌿     | u     | *ūrus               | 𐌿𐍂𐌿𐍃                                 | uraz          | u               | [u], [uː] | 70                |
| 𐍀     | p     | *paírþra (pairthra) | 𐍀𐌰𐌹𐍂𐌸𐍂𐌰                              | pertra        | p               | [p]       | 80                |
| 𐍁     | 90    |                     |                                      | (koppa)       | —               | —         | 90                |
| 𐍂     | r     | *raida              | 𐍂𐌰𐌹𐌳𐌰                                | reda          | r               | [r]       | 100               |
| 𐍃     | s     | sauil               | 𐍃𐌰𐌿𐌹𐌻                                | sugil         | s               | [s]       | 200               |
| 𐍄     | t     | *teiws              | 𐍄𐌴𐌹𐍅𐍃                                | tyz           | t               | [t]       | 300               |
| 𐍅     | w     | winja (*wunja)      | 𐍅𐌹𐌽𐌾𐌰 (*𐍅𐌿𐌽𐌾𐌰)                       | uuinne        | w               | [w], [y]  | 400               |
| 𐍆     | f     | faíhu               | 𐍆𐌰𐌹𐌷𐌿                                | fe            | f               | [f]       | 500               |
| 𐍇     | x     | *iggws              | 𐌹𐌲𐌲𐍅𐍃                                | enguz         | x               | [kʰ]      | 600               |
| 𐍈     | hw    | *ƕaír (hvair)       | 𐍈𐌰𐌹𐍂                                 | uuaer         | ƕ, hw           | [ʍ]       | 700               |
| 𐍉     | o     | *ōþal (othal)       | 𐍉𐌸𐌰𐌻                                 | utal          | o               | [o], [oː] | 800               |
| 𐍊     | 900   |                     |                                      | (sampi)       | —               | —         | 900               |

## Лингвистическая характеристика

### Фонетика и фонология
Отличительной особенностью звукового состава готского языка является значительный перевес количества согласных фонем над количеством гласных. Его состав согласных не претерпел значительных изменений по сравнению с общегерманским консонантизмом и сохранил такие особенности, как преобладание щелевых фонем над смычными и наличие трёх рядов смычных, в том числе лабиовелярного ряда. В составе гласных, напротив, можно проследить существенные изменения по сравнению с общегерманским вокализмом, как например сужение кратких гласных среднего подъёма, появление долгого [а:] вследствие выпадения носовых гласных, монофтонгизация дифтонга [ei], и др.

#### Гласные
Гласные звуки готского языка:
|                | Передний ряд | Задний ряд |
| -------------- | ------------ | ---------- |
| Верхний подъём | i (y)        | u          |
| Средний подъём | ɛ            | ɔ          |
| Нижний подъём  | a            | a          |

|                | Передний ряд | Задний ряд |
| -------------- | ------------ | ---------- |
| Верхний подъём | iː           | uː         |
| Средний подъём | ɛː eː        | ɔː oː      |
| Нижний подъём  | aː           | aː         |

В готском вокализме общегерманские [e] и [o] перешли в [i] и [u]. Перед [r], [h] и [ʍ], вследствие так называемого «готского преломления», вместо общегерманского [i] появился [ɛ] (в написании — ai): ср. готское bairan «нести» — древнеисландское bera, древнеанглийское и древневерхненемецкое beran. Что касается краткого [ɔ] (в записи — au), то его обычно связывают с общегерманским [u] гот. waurþun «мы стали» — др. исл. urþun, др. англ. wurðon, др. верх. нем. wurtun). Сужению подверглись также долгие [e:] и [o:], о чём свидетельствуют колебания в написании некоторых слов, где вместо [e:] обнаруживается ei [i:], а вместо [o:] — [u:]. Например, fahēþ — faheid.
Краткие [i, a, u] встречаются как в ударном, так и в безударном положениях; [ɛ] и [ɔ] почти не встречаются в исходе слова. Сохранение долгих гласных в конце слова (за исключением [a:]) отмечается в односложный местоимениях (sō «та»), в некоторых наречиях (þaþrō «оттуда»), в родительном падеже множественного числа имён (gumanō «людей»), в именительном падеже единственного числа среднего и женского рода согласных основ (tuggō «язык»), в слабых глаголах второго класса (salbō «я мажу»).
Из старых общегерманских двухфонемных сочетаний «гласный + i, u» в готском языке в наименьшей степени подвергся монофтонгизации дифтонг [iu]. Общегерманский дифтонг [ei] перешёл в [i:].  
Произношение диграфов ai и au учёными до сих пор точно не установлено. Согласно традиционной «этимологической» точке зрения, они передавали как дифтонги, так и краткие открытые монофтонги (тогда, когда краткие гласные среднего подъёма подвергались преломлению). Сторонники того, что готская письменность была фонематической, считают, что сочетания ai в au в ударном слоге были однозначными и обозначали открытые долгие монофтонги [ɛ:] и [o:]. 
Вопрос долготных противопоставлений гласных в готском языке остаётся открытым, так как многие учёные считают, что ведущим признаком при смыслоразличении было качество гласного, а не его долгота: bairam [bɛrum] «мы несём» — bērum [beːrum] «мы несли». 

#### Согласные
Согласные звуки готского языка:
|               | Губные | Губные    | Переднеязычные | Переднеязычные | Переднеязычные | Переднеязычные | Палатальные | Палатальные | Заднеязычные | Заднеязычные     | Лабиовелярные | Лабиовелярные | Глоттальные |
| ------------- | ------ | --------- | -------------- | -------------- | -------------- | -------------- | ----------- | ----------- | ------------ | ---------------- | ------------- | ------------- | ----------- |
| Носовые       | m /m/  | m /m/     | n /n/          | n /n/          | n /n/          | n /n/          |             |             | g, n [ŋ]     | g, n [ŋ]         |               |               |             |
| Взрывные      | p /p/  | b /b/~/β/ | t /t/          | d [d]~[ð]      |                |                |             |             | k /k/        | g [ɡ]~[ɣ] (~[x]) | q /kʷ/        | gw /ɡʷ/       |             |
| Щелевые       | f /ɸ/  | b /b/~/β/ | þ /θ/          | d [d]~[ð]      | s /s/          | z /z/          |             |             |              | g [ɡ]~[ɣ] (~[x]) |               |               | h /h/       |
| Аппроксиманты |        |           | l /l/          | l /l/          | l /l/          | l /l/          | j /j/       | j /j/       |              |                  | ƕ /ʍ/         | w /w/         |             |
| Дрожащие      |        |           | r /r/          | r /r/          | r /r/          | r /r/          |             |             |              |                  |               |               |             |

Согласные b, d, g могли в зависимости от положения в слове произноситься то как смычные, то как щелевые. В частности, как смычные они произносились в начале слова и после сонорных, а также при геминации (daur «дверь», balgs «мех», abba «отец»), а как щелевые — в положении между гласными и в конце слова (graban [graβan] «копать»).  
Полугласный j переходил в [i] в исходе слова и перед согласными: harjis «войско» — вин. п. ед. ч. hari, nasjan «спасать» — nasida «спас»; полугласный w переходил в [u] в исходе слова и перед s: sniwan «спешить» — snau «спешил», naweis «мертвецы» — naus «мертвец». 
Слова могли начинаться с любого согласного, кроме [z] и [ŋ]. Конечный слог мог завершаться любым согласным, кроме [ŋ] и полугласного j. 

#### Просодия
Ударение в готском языке — динамическое; в большинстве случаев оно падало на первый (корневой) слог. В словах с безударными приставками ударение определялось тем, к какой части речи относилось слово: так, в глаголах оно падало на второй (корневой) слог, а в именах — на первый. Некоторые приставки могли в зависимости от места ударения быть полными и редуцированными: ʻandahafts «ответ» — andʻhafjan «отвечать». В сложных существительных могло быть, вместе с основным, и второстепенное ударение. 

#### Морфонология
Основным видом чередований гласных был аблаут — как в области словоизменения, так и в области словообразования.  
Наиболее частым качественным изменением по аблауту было чередование [i] / [a], отмечаемое преимущественно в глагольном словоизменении и словообразовании: например, оно указывало на изменение времени с настоящего на претерит в ед. ч. сильных глаголов первых пяти классов. Оно также прослеживается в именной парадигме: guma «муж» — дат. п. ед. ч. gumins. Пример из глагольного словообразования: ligan «лежать» — lagjan «ставить». Менее широко представлено чередование a / ō. 
Среди количественных чередований гласных наиболее частыми были выпадения гласных i и a. Например, гласный i выпадал в претерите сильных глаголов II и III классов, а также во втором причастии глаголов II, III и IV классов: giutan «лить» — gutum, gutans. В области словообразования выпадение i было свойственно слабым глаголам IV класса: fralusnan «гибнуть» — от fraliusnan «терять», а также в именном словообразовании действующего лица: niutan «ловить» — nuta «ловец, рыбак».  
Германское чередование глухих и звонких спирантов (так называемый Закон Вернера) как средство глагольного словоизменения в готском языке почти не прослеживается; оно сохранилось лишь в двух претерито-презентных глаголах: þarf «я нуждаюсь» — þaurbum «мы нуждаемся», aih «имею» — aigum «мы имеем». Его следы прослеживаются в словообразовании: þarf — þarba «нужда», frawairþan «гибнуть» — frawardjan «губить».  
Из ассимилятивных явлений на стыке морфем и в потоке речи можно выделить следующие:  
1. сохранение звонкости спирантов и переднеязычных согласных перед энклитиками (þiz-ei «которого», wileid-u «хотите ли»);
2. ассимиляция [h] и [z] (s) под влиянием согласных следующего слога или слова (jah-þan «и тогда» → jaþþan, jah-ni «и не» → janni);
3. особая готская диссимиляция спирантов во втором слоге трёхсложных слов; если второй слог начинался со звонкого согласного, он заканчивался глухим спирантом, и наоборот (fraistubni «искушение», но waldufni «власть»);
4. перед конечными -s и -t, в том числе при добавлении словоизменительных окончаний, звонкие спиранты оглушались, что, однако, не всегда отражалось на письме (hlaibs / hlaifs «хлеб», giban «давать» — gaft «ты дал»)[17];
5. перед звонкими согласными и между гласными звук [s] озвончался: riqis «мрак» — род. п. ед. ч. riqiza, mizdō «вознаграждение»[14].

На стыке с энклитиками в односложный словах не происходило слияния гласных: swa-u «так ли», sa-ei «тот, который»; проклитики иногда теряли гласный: ni ist «не есть, не является» → nist.

### Морфология
Готский — флективный, по большей части синтетический язык, отличающийся развитым именным и глагольным словоизменением. Ему свойственны грамматические категории рода, числа, падежа; у глагола — наклонения, залога и времени. 
Выделяются следующие части речи: существительное, прилагательное, числительное, местоимение, глагол, наречие, предлог, союз, частица, междометие. 
Чисел было три — единственное, двойственное и множественное. Двойственное число сохранялось только у личных местоимений (wit «мы вдвоём», ugkis «нас двоих, нам двоим») и в спряжении (1 и 2 лицо изъявительного и желательного наклонений).  
Отличительной особенностью морфологии готского языка — сохранение индоевропейского трёхморфемного строя слова (корень + основообразующий суффикс + окончание), тогда как в других древних германских языках основообразующий суффикс почти не выделялся: sunus (sun-u-s) «сын», salbōm (salb-ō-m) «мы мажем».   

#### Существительное

##### Род
Родов в готском языке было три — мужской, женский и средний. Распределение существительных по родам пересекалось с их распределением по основам (основообразующим суффиксам). В склонении существительных выделяются гласные (-a-, -ō-, -i-, -u-) и согласные основы (-n-, -ter-, -nd-).

##### Падеж
Падежей было четыре — именительный, родительный, дательный и винительный. Звательный сохранялся только в единственном числе некоторых типов склонения. Творительный засвидетельствован лишь у указательных и вопросительных местоимений среднего рода. 
При страдательном залоге, когда использовалось причастие II и вспомогательные глаголы wisan «быть» и wairþan «становиться», субъект предложения, сопровождаемый предлогом fram, стоял в дательном падеже: Niban ist atgiban imma fram attin «Если не прощено ему отцом моим». При глаголах с отрицанием в качестве объектного употреблялся также родительный падеж: Ni habaida diupaizōs airþōs «Не имел глубокой земли», что могло быть связано с партитивным значением. 
Некоторые переходные глаголы могли употребляться в связке с дополнением и в винительном, и в дательном падеже. Винительный, будучи падежом прямого дополнения, постепенно вытеснял в этих случаях дательный: так, глагол us-dreiban «изгнать» встречается в связке с винительным падежом дополнения семь раз, а в связке с дательным — три.
С помощью родительного падежа, кроме указания на принадлежность, образовывались отымённые прилагательные: sunus mans «сын человеческий» (буквально: „сын человека”), fuglum himinis «птицам небесным». При местоимениях, прилагательных и числительных часто употреблялся так называемый «частичный родительный падеж»: mannē sums «некий из людей», managai þize sipōnjē «многие из этих учеников». 
Предлоги могли сочетаться с дательным падежом либо и с дательным, и с винительным (если использовались с дательным, то означали местонахождение, а если с винительным, то движение в пространстве).  
Падежи передавали также временное значение: dagis hizuh «каждый день» (род. п.), naht jah daga «ночью и днём» (дат. п.), alla naht «всю ночь» (вин. п.); иногда они использовались без предлога для передачи местного значения: landis «в страну» (род. п.). 
Примеры склонения существительных единственного числа:
1. dags «день» (именительный, мужской род) — dagis (родительный) — daga (дательный) — dag (винительный)
2. giba «дар» (женский род) — gibōs — gibai — giba
3. waurd «слово» (средний род) — waurdis — waurda — waurd

Множественного числа:
1. dagōs «дни» — dagē — dagam — dagans
2. gibōs «дары» — gibō — gibōm — gibōs
3. waurda «слова́» — waurdē — waurdam — waurda

##### Определённость
Определённость существительного могла выражаться путём артиклеобразных местоимений sa «этот», þata «тот», sō «эта» и др. Они указывали на что-то ранее упомянутое, известное, однако их использование, в отличие от артикля в современных германских языках, было необязательным. 
Перед единственными в своём роде существительными они не употреблялись: к таковым относились, например, himins «небо» и sunnō «Солнце». В предложно-падежных конструкциях они могли опускаться: faur marein «у (этого) моря».

#### Прилагательное
Прилагательные в готском языке могли быть «определёнными» и «неопределёнными». Первые использовались со словами, придающими определённость, как например артиклеобразное местоимение, а вторые — в остальных случаях. Они согласовывались с существительными в числе, роде и падеже. Склонений было два — слабое и сильное. 
Прилагательные имели сравнительную и превосходную степени. Сравнительная образовывалась при помощи суффиксов -iza-/-ōza-, превосходная — с помощью суффиксов -ista-/-ōsta-. Были и исключения: mikils «большой» — maiza — maists, leitils «маленький» — minniza — minnists.  

#### Местоимение
Среди местоимений по числу противопоставлялись только личные и указательные.
Относительные местоимения образовывались от указательных с помощью частицы -ei: sa «этот» — saei «(этот) который». Они изменялись как указательные местоимения.
Вопросительные местоимения has? «кто?», ha «что?» могли выступать также в качестве неопределённых местоимений со значением «некий, какой-то». 
Отрицательные местоимения образовывались с помощью частицы ni-. 

##### Личные местоимения
Личные местоимения готского языка (они склонялись по всем падежам): 
1. ik «я», weit «мы вдвоём», weis «мы»
2. þu «ты», jut «вы вдвоём», jus «вы (больше двух)»
3. is «он», si «она», ita «оно», eis «они (мужской род)», ijōs «они (женский род)», ija «они (средний род)»

##### Притяжательные местоимения
Притяжательные местоимения: meins «мой», þeins «твой», seins «свой», unsar «наш», izwar «ваш». Они изменялись, как прилагательные по сильному склонению.

#### Глагол

##### Время и наклонение
Категория глагольного времени в готском языке была представлена противопоставлением настоящего времени и простого прошедшего (претерита). Два времени были свойственны всем классам глагола в изъявительном и желательном наклонениях. Основным признаком противопоставления настоящего и прошедшего времени было предшествование / непредшествование действия моменту речи. Будущее время как таковое не имелось, однако могло выражаться через настоящее либо через вспомогательные глаголы duginnan «начинать», haban «иметь», skulan «быть должным» в сочетании с инфинитивом основного глагола.  
Наклонений было три — изъявительное, повелительное и желательное. Повелительное выражало побуждение к действию или его запрет; желательное выражало возможные, желаемые или предполагаемые действия в противопоставление действиям, действительно имевшим место и выражаемым изъявительным. Спряжение глаголов в изъявительном и желательном наклонении чётко отличалось, тогда как почти все показатели повелительного совпадали с показателями двух других наклонений. 
В основе глагольной парадигмы лежали четыре основы: основа настоящего времени, основа претерита ед. числа, основа претерита мн. числа и основа причастия II. От первой образовывались личные формы настоящего времени изъявительного и желательного наклонений, повелительное наклонение, а также причастие I и инфинитив; от второй — формы ед. числа прошедшего времени изъявительного наклонения; от третьей — формы мн. числа прошедшего времени изъявительного наклонения, формы прошедшего времени желательного наклонения ед. и мн. числа; от четвёртой — причастие II. 
Личные окончания настоящего времени изъявительного наклонения:
| Лицо | Число         | Окончание |
| ---- | ------------- | --------- |
| 1    | единственное  | -a        |
| 1    | двойственное  | -s        |
| 1    | множественное | -m        |
| 2    | единственное  | -s        |
| 2    | двойственное  | -ts       |
| 2    | множественное | -þ        |
| 3    | единственное  | -þ        |
| 3    | множественное | -nd       |

Окончания настоящего и прошедшего времени желательного наклонения:
| Лицо | Число         | Окончание |
| ---- | ------------- | --------- |
| 1    | единственное  | —         |
| 1    | двойственное  | -wa       |
| 1    | множественное | -ma       |
| 2    | единственное  | -s        |
| 2    | двойственное  | -its      |
| 2    | множественное | -þ        |
| 3    | единственное  | —         |
| 3    | множественное | -na       |

Пример спряжения глагола niman «брать» в настоящем времени в изъявительном наклонении: 
- nima «я беру» — nimis «ты берёшь» — nimiþ «он, она, оно берёт» — nimōs «мы вдвоём берём» — nimats «вы вдвоём берёте» — nimam «мы берём» — nimiþ «вы (больше двух) берёте» — nimand «они берут»

В желательном наклонении: 
- nimau — nimais — nimai — nimaiwa — nimaits — nimaita — nimaiþ — nimaina

Прошедшее время сильных глаголов образовывалось в соответствии с чередованием по аблауту. В основе словоизменения глаголов первых пяти гласов лежало чередование «i — a — нулевое окончание». Каждый класс имел показатель, следующий за чередующимся гласным:
1. i (первый класс)
2. u
3. плавный/носовой согласный + шумный согласный
4. плавный/носовой
5. шумный

Примеры сильных глаголов первых пяти классов, их аблаута в прошедшем времени, а также причастие II:
1. greipan «схватить» — graip «я схватил, он схватил, она схватила» (прош. вр. 1 и 3 л. ед. ч.) — gripum «мы схватили» (прош. вр. 1 л. мн. ч.) — gripans «схваченный» (причастие II)
2. kiusan «испытывать, пробовать» — kaus — kusum — kusans
3. bindan «связывать» — band — bundum — bundans
4. niman «брать» — nam — nēmum — numans
5. qiþan «говорить» — qaþ — qēþum — qiþans

Глаголам шестого класса было свойственное чередование «a — ō»: graban «копать» — grōf — grobum — grabans. У глаголов седьмого класса имело место удвоение корня (+ ai [ɛ]); у большинства глаголов этого класса противопоставление настоящего и прошедшего времени выражалось без аблаута: haitan «называть» — haihait — haihaitum — haitans. 
Слабые глаголы раскладывались на четыре класса (наиболее многочисленными были глаголы I и II классов), каждый из которых также имел свой показатель:
1. -j-
2. -ō-
3. -ai-
4. -n- / -nō-

Полное спряжение глаголов «брать» (сильный) и «спасать» (слабый) в изъявительном наклонении прошедшего времени: 
- nam «я взял» — namt «ты взял» — nam «он взял, она взяла, оно взяло» — nēmu «мы вдвоём взяли» — nēmuts «вы вдвоём взяли» — nēmum «мы взяли» — nēmuþ «вы (больше двух) взяли» — nēmun «они взяли»;
- nasida — nasides — nasida — nasidēdu — nasidēduts — nasidēdum — nasidēduþ — nasidēdun.

Желательное наклонение:
- nēmjau — nēmejs — nēmi — nēmeiwa — nēmeits — nēmeima — nēmeiþ — nēmeina;
- nasidēdjau — nasidēdejs — nasidēdi — nasidēdeiwa — nasidēdeits — nasidēdeima — nasidēdeiþ — nasidēdeina.

Изменение этих же глаголов в повелительном наклонении:
- nim «возьми», nasei «спаси»
- nimadau «пусть (он, она, оно) возьмёт», nasjadau «пусть (он, она, оно) спасёт»
- nimam «давай возьмём», nasjam «давай спасём»
- nimiþ «возьмите», nasjiþ «спасите»
- nimandau «пусть (они) возьмут», nasjandau «пусть (они) спасут»

##### Залог
Залоговые значения выражались несколькими способами: противопоставлением флективного действительного залога и флективного медиопассива (глаголы в котором, в отличие от глаголов в действительном залоге, могли стоять лишь в настоящем времени), сочетаниями глаголов wisan «быть» и wairþan «становиться» с причастием II, а также формами слабых глаголов IV класса.
Изменение глаголов «брать» и «спасать» в медиопассиве изъявительного наклонения:
- nimada (1 л. ед. ч.) — nimaza (2 л. ед. ч.) — nimada (3 л. ед. ч.) — nimanda (мн. ч.)
- nasjada — nasjaza — nasjada — nasjanda.

Желательное наклонение:
- nimaidau — nimaizau — nimaidau — nimaindau;
- nasjaidau — nasjaizau — nasjaidau — nasjaindau.

##### Переходность и возвратность
Переходность и возвратность глаголов могла выражаться суффиксами: hailjan «лечить» (каузативный суффикс -ja-) — hailnan «лечиться», а также с помощью возвратного местоимения sik: wasjan «одевать» — wasjan sik «одеваться».

##### Причастие
Причастие I (действительное причастие настоящего времени) образовывалось от основы настоящего времени любого глагола с помощью суффикса -nd-: nimands «берущий», nasjands «спасающий». Причастие II образовывалось от сильных переходных глаголов путём суффикса -ns (numans «взятый»); от слабых — путём суффикса -þ- (nasiþs «спасённый, спасаемый»). Только у восьми непереходных глаголов засвидетельствовано причастие II, как например qiman «приходить» и usgaggan «выходить». Причастие I обычно выражало действие, одновременное со сказуемым, а причастие II — предшествующее сказуемому действие. 

##### Вид
Категория вида как таковая не отмечается, однако, по мнению многих исследователей, отмечается более широкая категория предельности глагольного действия, заключающаяся в противопоставлении глагольных значений по их отношению к пределу действия. Определённых показателей она не имела. Глаголы с приставками передавали, как правило, предельные значения, а глаголы без них — как предельные, так и непредельные: saihan «видеть» — ga-saihan «увидеть», bairan «нести» — at-bairan «принести», gaggan «идти» — du-at-gaggan «подойти», brigan «принести», qiman «прийти» и т. п. В таком случае могло быть расхождение не только по предельности, но и по значению: haban «иметь» — ana-haban «овладеть» — dis-haban «схватить». 
Глагольные приставки были многочисленны и могли указывать в том числе на направленность действия:  
- inn- — направленность внутрь;
- ūt- — выход изнутри;
- du- — приближение;
- af- — удаление, отделение;
- þairh- — движение сквозь или мимо, и др.

##### Отрицание
Отрицание выражалось путём частицы ni, стоящей почти всегда перед глаголом (если в предложении было причастие, она могла стоять перед ним).

#### Наречие
Качественные наречия обладали степенями сравнения, однако засвидетельствована лишь сравнительная: mais «больше», mins «меньше», wairs «хуже», framis «дальше», hauhis «выше».

### Синтаксис
Порядок слов в переводах на готский язык с греческого почти не отличался от того, что было в исходнике. Простые предложения бывали односоставными и двусоставными; среди односоставных много таких, где не было подлежащего, а также предложений с безличными глаголами: Amēn auk qiþa izwis «Истинно говорю (я) вам», Rigniþ swibla jah funin «Идёт дождь из серы и огня».  
Сказуемое согласовывалось в подлежащим в лице и числе. Определение согласовывалось с определяемым и могло стоять как перед ним, так и после него. 
Притяжательные местоимения чаще всего ставились после слова, к которому относились: atta þeins «твой отец». Перемещаться в положение перед словом они могли для логического выделения. 
Артиклеобразные местоимения могли стоять как перед определяемым словом, так и после него, при этом они могли отделяться от него несколькими другими словами: sa sunus «(этот) сын», sunus meins sa liuba «сын мой любимый», sa in leitilamma untriggwa «неверный в малом».  
Отрицательная частица ni могла относиться как к отдельному слову, так и к целому предложению: ni allata leik þein «не всё тело твоё», ni galeikōþ nu þaim «не уподобляйтесь им».   
В вопросительных предложениях с вопросительными местоимения глагол шёл сразу после них: ƕa skuli þata barn wairþan? «Что нужно получить тому ребёнку?». Вопросы без вопросительных слов выражались с помощью интонации (порядок слов оставался при этом таким же, как в повествовательном предложении) либо с помощью частиц an «же», ibai «разве», -u(h) «ли»: An nuh þiudans is þu «Ты же царь?», Ga-u-laubjats? «Верите ли?».    

### Лексика
Основной словарный состав готского языка — индоевропейского происхождения. В нём можно выделить пять слоёв: общеиндоевропейский, германо-балтийский, германо-славянский, германо-италийский и германо-кельтский. Около 5 % исконных слов составляют слова, не имеющие явных когнатов в других индоевропейских языках. 

#### Заимствования
Древнейший слой заимствований в готском языке представляют слова кельтского происхождения: например, andbahts «слуга» (галл. ambactus) и reiks «правитель» (галл. rīxs). 
Слои заимствований из латыни и греческого языка чётко разграничиваются по времени — выделяются ранний и поздний слои. К раннему относятся слова, по всей видимости, вошедшие в язык устным путём: lukarn «светильник», mēs «стол», wein «вино», kaupōn «покупать» и многие другие. Значительную часть позднего слоя составляют слова, связанные с христианской верой: apaustaulus «апостол», hairaiseis «ересь», swnagōge «синагога» и др.

#### Словообразование
Наиболее часто новые слова в готском языке образовывались путём суффиксации. Особенно было развито образование таким образом имён существительных от глаголов; для образования абстрактных существительных чаще всего использовались суффиксы -ain- (liban «жить» — libains «жизнь»), -ein- (daupjan «крестить» — daupeins «крещение»), -ōn- (laþōn «приглашать» — laþōns «приглашение»), -þi- (gabairan «рождать» — gabaurþs «рождение»). 
Существительные от прилагательных образовывались при помощи суффиксов -ei(n)- и -iþa-: diups «глубокий» — diupei, diupiþa «глубина».  
Суффиксами имён деятелей были в основном -a и -areis: skulan «быть должным» — skula «должник», dails «часть» — gadaila «участник», laisjan «учить» — laisareis «учитель». Особый разряд таких существительных представляют собой субстантивированные причастия с суффиксом -nd-: frijōnds «друг» — от frijōn «любить».  
Прилагательные образовывались с помощью суффиксов -ein-, -isk- и -g-/-h-: leik «тело» — leikeins «телесный, плотский», manna «человек» — mannisks «человеческий», mahts «мощь» — mahteigs «могучий». Субстантивация прилагательных также была в ходу: blinda «слепой, слепец».   
Слабые глаголы I класса могли образовываться как от существительных и прилагательных, так и от сильных глаголов: andbahts «слуга» — andbahtjan «служить», fulls «полный» — fulljan «наполнять», ligan «лежать» — lagjan «класть». Глаголы II класса образовывались только от существительных и прилагательных: fisks «рыба» — fiskōn «рыбачить», wairþs «ценный» — wairþōn «ценить». IV класс представлял собой особый разряд глаголов перемены состояния, образовывавшихся от прилагательных или других глаголов: fulls «полный» — fullnan «наполниться», giutan «лить» — us-gutnan «пролиться». 
Приставочное словообразование свойственно в основном глаголам; большинство существительных с приставками было образовано от глаголов: at-gaggan «подходить» — at-gagg «доступ».  
Отрицательными аффиксами готского языка были un- и -laus: un-mahts «немощь», akrana-laus «бесплодный». 
Широко представление также словосложение — как с соединительным гласным, так и без: gud-hūs «церковь» („бог-дом”), baurgs-waddjus «городская стена», þiuþi-qiss «благословение».

#### Готские слова в других языках
Согласно исследованиям учёных, славяне переняли от готского языка множество слов. В русском языке к ним, в частности, могут относиться слова «хлеб» (гот. 𐌷𐌻𐌰𐌹𐍆𐍃, hlaifs), «котёл» (гот. 𐌺𐌰𐍄𐌹𐌻𐍃, katils), «блюдо» (гот. 𐌱𐌹𐌿𐌸𐍃, biuþs «стол»), «купить» (гот. 𐌺𐌰𐌿𐍀𐍉𐌽 или *𐌺𐌰𐌿𐍀𐌾𐌰𐌽, kaupon или *kaupjan), «верблюд» (гот. 𐌿𐌻𐌱𐌰𐌽𐌳𐌿𐍃, ulbandus), «чехол» (гот. 𐌷𐌰𐌺𐌿𐌻𐍃, hakuls «плащ»), «хлев» (гот. 𐌷𐌻𐌰𐌹𐍅, hlaiw «могила»), «буква» (гот. 𐌱𐍉𐌺𐌰, boka «буква, книга»), «художник» (от гот. 𐌷𐌰𐌽𐌳𐌿𐌲𐍃, handugs «умный, мудрый») и др.

## Использование в современности

### Дж. Р. Р. Толкин
Некоторые лингвисты использовали готский язык для творчества. Самый известный пример — готское стихотворение «Bagme Bloma» Дж. Р. Р. Толкина в «Песнях для филологов». Издание было опубликовано в частном порядке в 1936 году для него и его друга и коллеги Э. В. Гордона. 
Использование Толкином готского языка также известно из письма 1965 года к Зилле Шеринг (письмо № 272 в издании). Когда Шеринг купила в Солсбери экземпляр «Пятой книги Фукидида», то обнаружила в нём странные надписи, оставленные предыдущим владельцем, а именно — Джоном Рональдом, чьё имя было указано на форзаце. Получив от Зиллы письмо, в ответном Профессор подтвердил, что эти записи действительно принадлежат ему, а также указал на некоторые ошибки при цитировании.
Кроме того, в раннем творчестве Толкина готский язык послужил источником вдохновения для вымышленного языка «Талиска», на котором говорили два Дома Эдайн (Дом Беора и Дом Хадора), до того, как тот был разбит на диалекты и впоследствии послужил для появления «Адунаика» (в ранних версиях на Талиска говорили Дом Беора и Дом Халет, когда как у хадорингов был язык, впоследствии ставший Адунаиком), а также изначально для «Восточно-Данийского», он же «Восточный Нандорин», который позднее, в рамках все тех же ранних концепций, соответствовал древнескандинавскому. Вся эта языковая связь сохранилась и во «Властелине Колец», где имена северян Рованиона (предков эотеод) приведены на готском языке.
Известно о существовании рукописей с грамматикой Талиска, но к настоящему времени они так и не были обнародованы.

## Пример языка
Молитва «Отче наш» на любительской реконструкции готского языка:

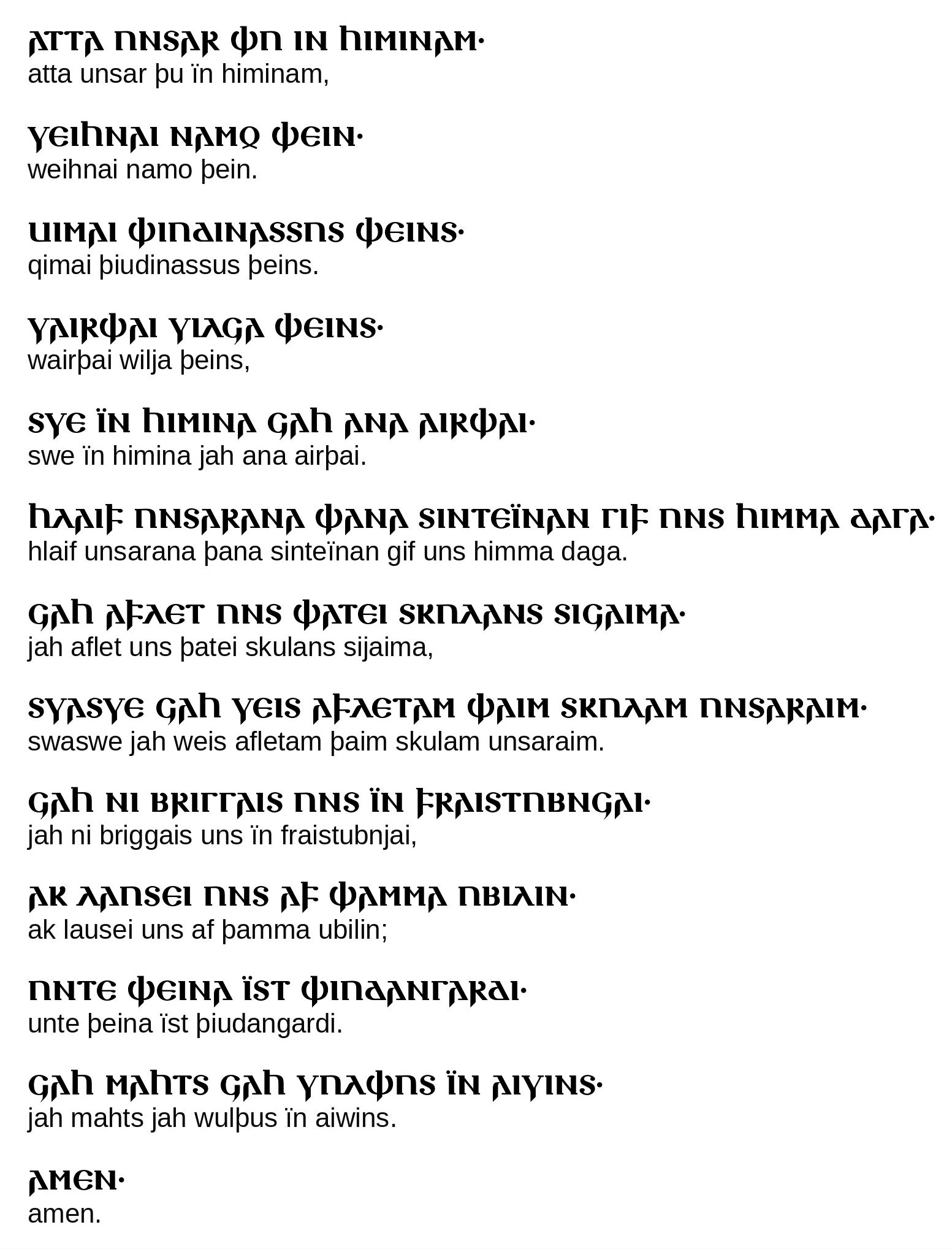